# Orbis pictus
Orbis pictus, od Orbis sensualium pictus ("Il mondo figurato delle cose sensibili"), è un libro di testo per bambini e ragazzi scritto dal pedagogista ceco Comenio e pubblicato nel 1658.
L'Orbis pictus è considerato il primo libro illustrato pensato interamente per ragazzi, corredato da numerose figure con semplici testi. Libri a stampa e manoscritti con silografie, miniature e decori erano in circolazione da tempo per adulti; per i bambini erano disponibili solamente abbecedari. L'obiettivo di Comenio, recuperando la propria esperienza di insegnante e l'osservazione dei propri studenti all'apprendere, era raccontare tutti gli aspetti del mondo concreto prevalentemente attraverso l'efficacia comunicativa dell'immagine e creare così uno strumento didattico ad uso di maestri ed educatori.
Per l'epoca in cui è stata realizzata, l'opera è da ritenersi rivoluzionaria nella struttura per la prevalente importanza data all'immagine in quanto veicolo di informazioni; il compito dell'educatore, sostiene Comenio, è mettere in connessione il mondo reale percepito attraverso i sensi e l'ambito delle parole. Il testo si diffuse in tutta Europa diventando il libro di testo privilegiato per bambini per alcuni secoli, influenzando significativamente l'istruzione scolastica in Europa.

## Storia editoriale
La prima edizione fu pubblicata con testo bilingue latino e tedesco nel 1658 a Norimberga; già nel 1659 andò in stampa la prima edizione in lingua inglese e latina. Negli anni successivi, furono stampate numerose edizioni, sempre con testo multilingue nelle principali lingue europee. Il latino è sempre presente.
La prima edizione quadrilingue (latino, tedesco, italiano e francese) fu pubblicata nel 1666. La prima traduzione in lingua ceca, lingua madre del suo autore, comparve nell'edizione quadrilingue del 1685, unitamente ai testi in lingua latina, tedesca e ungherese a cura dell'editore Breuer di Levoča.
Nel corso di oltre un secolo, tra il 1670 e il 1780, furono pubblicate ulteriori edizioni in varie lingue con aggiornamenti nel testo e nelle immagini. Orbis Pictus fu scritto da Comenio in età matura, dopo aver sperimentato altri suoi testi scolastici e aver verificato gli apprendimenti e la crescita e la maturità dello sviluppo cognitivo degli allievi. Si appose all'istruzione classica medioevale basata sullo studio della grammatica, della retorica e della dialettica, in favore di uno studio che partisse dalle scienze naturali e dalla conoscenza della realtà concreta. Orbis Pictus ha avuto una profonda e duratura influenza nell'educazione e istruzione dei bambini ed è stato un testo precursore nell'apprendimento del lessico di una lingua straniera.

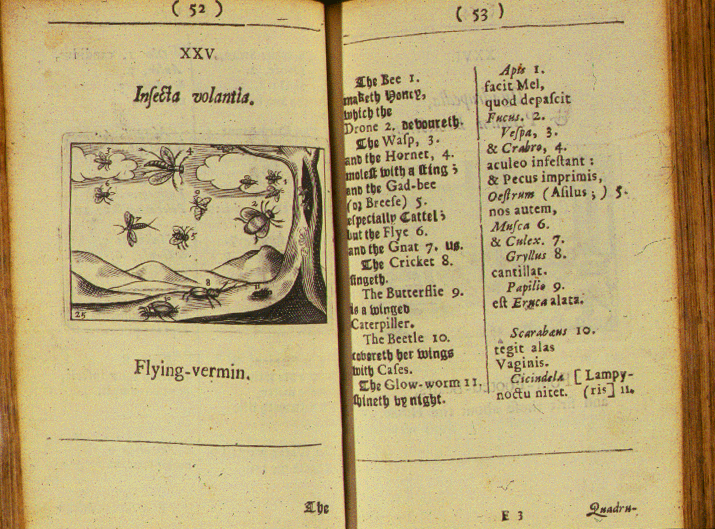
Gli insetti volanti

## Contenuti
L'idea di base di Comenio è che l'insegnamento di una lingua, materna o straniera, dovesse essere contemporaneo e parallelo all'apprendimento delle nozioni concrete sull'uomo e il suo mondo. Comenio condanna come inutile e dannoso l'insegnamento della lingua disgiunta dalla conoscenza delle cose.
Il volume è articolato per capitoli, il testo è prevalentemente ridotto alla nomenclatura relativa a ciascuna illustrazione con l'obbiettivo di raccontare il mondo e tutti i suoi elementi attraverso le immagini. L'opera riflette lo stato di conoscenze delle scienze, delle tecniche e della vita economica dei suoi tempi.
Le 150 stampe, realizzate da incisioni su rame, rappresentano altrettanti soggetti e vanno a costituire il volume, coprendo un'ampia gamma di argomenti:
- le attività umane quali la coltivazione, la vendemmia, la stampa, l'agricoltura e le produzioni artigianali;
- il mondo circostante, le piante e gli animali, gli insetti;
- l'uomo inteso come corpo e organi, ma anche anima;
- la religione;
- la mitologia: personaggi e storie.